# Gigantatypus salahi
Il gigantatipo (Gigantatypus salahi) è una tartaruga estinta, vissuta alla fine del Cretaceo superiore (Maastrichtiano, circa 70 milioni di anni fa). L'unico resto fossile finora rinvenuto è stato ritrovato in Giordania.

## Descrizione
Conosciuto solo per un omero destro ben conservato, questo animale è stato ascritto alla famiglia delle attuali tartarughe marine (Cheloniidae). Nonostante i resti fossili siano eccezionalmente scarsi, si può ipotizzare che l'aspetto di Gigantatypus fosse molto simile a quello dell'attuale tartaruga marina (Caretta caretta) o forse a quello della tartaruga liuto (Dermochelys coriacea). Le dimensioni, però, erano decisamente più imponenti: l'omero è di dimensioni comparabili a quello di Archelon ischyros, la più grande tartaruga fossile finora rinvenuta, che raggiungeva i quattro metri di lunghezza.

## Significato dei fossili
L'omero di Gigantatypus mostra chiaramente le caratteristiche dei cheloniidi attuali, anche se alcune caratteristiche fanno supporre una possibile parentela con la famiglia dei protostegidi (Protostegidae), alla quale appartiene Archelon. L'esemplare mostra inoltre alcuni segni di morsicature, esercitate probabilmente da squali di medie dimensioni (forse appartenenti al genere Squalicorax) tipici del giacimento. È probabile che questi squali si siano cibati di un esemplare già morto. Nel Cretaceo superiore esistevano altri chelonidi di notevoli dimensioni, benché conosciuti anch'essi per esemplari frammentari (ad esempio Atlantochelys del Nordamerica).